# Сан Пјетро ин Палаци (Ливорно)
Сан Пјетро ин Палаци (итал. San Pietro in Palazzi) је насеље у Италији у округу Ливорно, региону Тоскана.
Према процени из 2011. у насељу је живело 3141 становника. Насеље се налази на надморској висини од 8 м.